# Фрай, Юрий Владимирович
Ю́рий Влади́мирович Фрай (р. 3 мая 1968, Навои, Узбекская ССР) — российский кудоист, тренер, педагог, спортивный функционер, политический и общественный деятель. Вице-президент и генеральный секретарь Федерации кудо России, руководитель Федераций кудо Центрального и Северо-Западного федеральных округов. Директор лицея «Держава» (2002—2010), директор ДЮСШ «Держава» (с 2011). Депутат Обнинского городского Собрания шестого (2010—2015) и седьмого (2015—2020) созывов.

## Биография
Юрий Фрай родился 3 мая 1968 года в городе Навои в Узбекистане. После окончания первого класса в Навои в 1976 году переехал с родителями, работавшими в строительстве, в системе Министерства среднего машиностроения СССР, в Обнинск Калужской области. В 1976—1983 годах учился в обнинской школе № 10, в 1983—1985 годах — в школе № 11.|archiveurl=https://web.archive.org/web/20131029195134/http://vestnik-obninsk.ru/?p=8349 }}</ref>.
Учась в одиннадцатой школе, играл в школьном театре. Пытался поступить в театральное училище, но не прошёл по конкурсу и был призван на службу в Советскую Армию (служил в Иванове). После армии желание заниматься театром ушло, и Юрий Фрай поступил в Обнинский институт атомной энергетики. После окончания института работал в составе инженерной группы в Институте медицинской радиологии в Обнинске. Во время перестройки начал заниматься бизнесом.
С детства занимался спортом, в том числе боксом, баскетболом, лёгкой атлетикой, бальными танцами. После армии занимался карате и рукопашным боем. Секция, в которой занимался Юрий Фрай, закрылась, и он, приведя с собой других оставшихся не у дел молодых единоборцев, в 1993 году открыл собственную секцию. Для приобретения тренерского опыта ездил в Москву в клуб ЦСКА. Спустя два года воспитанники секции впервые съездили на соревнования и добились хороших результатов. В 1994 году в России появилось кудо и сразу же прижилось в секции Юрия Фрая.
До 2002 года работал тренером в обнинской школе № 15 и на полставки заместителем директора. Был одним из идеологов объединения 14-й и 15-й школ, в результате которого был создан лицей «Держава».
В 2002—2010 годах — директор обнинского лицея «Держава». В этот период под руководством Юрия Фрая на территории лицея был построен новый футбольный стадион с искусственным покрытием, реорганизовано помещение тира (в котором находился склад бытовой химии), наработаны партнёрские связи лицея, сформирован попечительский совет.
Избравшись в 2010 году в шестой созыв (2010—2015) Обнинского городского Собрания, Юрий Фрай решил, из-за возросшей общественной нагрузки, освободить пост директора лицея, на который была назначена Оксана Копылова, но оставил за собой должность председателя попечительского совета и тренерскую работу в лицее. В 2015 году был избран в седьмой (2015—2020) созыв Обнинского городского Собрания.
В 2011 году был назначен на должность директора нового муниципального учреждения дополнительного образования, выделенного из лицея «Держава», — детско-юношеской спортивной школы «Держава».
Окончил факультет государственного и муниципального управления Государственного института руководящих работников.
Мастер спорта России, тренер-преподаватель высшей категории.
Председатель общественной комиссии по физической культуре и спорту Обнинска.
Руководитель Федераций кудо Центрального и Северо-Западного федеральных округов. Вице-президент и генеральный секретарь Федерации кудо России.
Обладатель чёрного пояса, IV дан.
Член партии «Единая Россия».
Член президиума ТОС 51-52 кварталов в Обнинске.

### Семья
Жена — Наталья Викторовна Фрай (1975—2012), секретарь Федерации кудо России. Умерла после тяжёлой болезни.
Две дочери, сын.

## Награды и звания
- Мастер спорта России
- Отличник физической культуры и спорта
- Заслуженный тренер России (2011)[8]

## Известные ученики
- Глеб Молотков (р. 1981) — чемпион России по кудо (2004)[9].
- Михаил Бида (р. 1987) — серебряный призёр чемпионата Европы по кудо, победитель Кубка России (2007)[8][10].